# ميخائيل أ. هيلي
ميخائيل أ. هيلي (بالإنجليزية: Michael A. Healy)‏ هو عسكري أمريكي، ولد في 22 سبتمبر 1839 في مقاطعة جونز في الولايات المتحدة، وتوفي في 30 أغسطس 1904 في سان فرانسيسكو في الولايات المتحدة بسبب نوبة قلبية.